# 劉一爌
劉一爌（16世紀—17世紀），字仲弢，號著泉，江西南昌府南昌縣人，明朝政治人物。同进士出身。

## 生平
四月初三日生，治诗经。萬曆十年（1582年）壬午科江西乡试第十九名举人，二十三年（1595年）乙未科會試第七十八名，三甲217名进士。吏部觀政，二十四年十月授直隶祁门县知县，二十六年丁母艰，服阕，二十九年（1601年）補任南直隸上海縣知縣。任內曾重修上海城隍廟。三十五年七月选授兵科给事中，因病去世于京城府邸。

## 家族
曾祖劉廷章。祖劉仕沃，封禮部儀制司主事。父劉曰林，庠生。母萬氏。慈侍下。兄劉一鵬（同科舉人）、劉一禎（乙酉舉人）、劉一燫（廪生）、劉一燦（辛卯舉人）。弟劉一焜（壬辰進士、吏部验封司主事）、劉一煜（同科進士）、刘一烶（庠生）、劉一燝（同榜進士、翰林院编修）、一爊、一焲、一火曇、一熿、一煇、一焙。
娶徐氏，子斯陞、斯陛、斯陸。